# ISO 3166-2:BF
ISO 3166-2:BF es la entrada para Burkina Faso en ISO 3166-2, parte de los códigos de normalización ISO 3166 publicados por la Organización Internacional de Normalización (ISO), que define los códigos para los nombres de las principales subdivisiones (p.ej., provincias o estados) de todos los países codificados en ISO 3166-1.
En la actualidad, para Burkina Faso, los códigos ISO 3166-2 se definen para dos niveles de subdivisiones:
- 13 regiones
- 45 provincias

Cada código consta de dos partes, separadas por un guion. La primera parte es BF, el código ISO 3166-1 alfa-2 para Burkina Faso. La segunda parte tiene, según el caso:
- dos cifras (01–13): regiones
- tres letras: provincias

## Códigos actuales
Los nombres de las subdivisiones se ordenan según el estándar ISO 3166-2 publicado por la Agencia de Mantenimiento ISO 3166 (ISO 3166/MA).
Pulsa sobre el botón en la cabecera para ordenar cada columna.

### Regiones
| Código | Nombre de la subdivisión (fr) | Nombre de la subdivisión (es) |
| ------ | ----------------------------- | ----------------------------- |
| BF-01  | Boucle du Mouhoun             | Boucle du Mouhoun             |
| BF-02  | Cascades                      | Cascades                      |
| BF-03  | Centre                        | Centro                        |
| BF-04  | Centre-Est                    | Centro-Este                   |
| BF-05  | Centre-Nord                   | Centro-Norte                  |
| BF-06  | Centre-Ouest                  | Centro-Oeste                  |
| BF-07  | Centre-Sud                    | Centro-Sur                    |
| BF-08  | Est                           | Este                          |
| BF-09  | Hauts-Bassins                 | Hauts-Bassins                 |
| BF-10  | Nord                          | Norte                         |
| BF-11  | Plateau-Central               | Plateau-Central               |
| BF-12  | Sahel                         | Sahel                         |
| BF-13  | Sud-Ouest                     | Suroeste                      |

### Provincias
| Código | Nombre de la subdivisión (fr) | Región |
| ------ | ----------------------------- | ------ |
| BF-BAL | Balé                          | 1      |
| BF-BAN | Banwa                         | 1      |
| BF-KOS | Kossi                         | 1      |
| BF-MOU | Mouhoun                       | 1      |
| BF-NAY | Nayala                        | 1      |
| BF-SOR | Sourou                        | 1      |
| BF-COM | Comoé                         | 2      |
| BF-LER | Léraba                        | 2      |
| BF-KAD | Kadiogo                       | 3      |
| BF-BLG | Boulgou                       | 4      |
| BF-KOP | Koulpélogo                    | 4      |
| BF-KOT | Kouritenga                    | 4      |
| BF-BAM | Bam                           | 5      |
| BF-NAM | Namentenga                    | 5      |
| BF-SMT | Sanmatenga                    | 5      |
| BF-BLK | Boulkiemdé                    | 6      |
| BF-SIS | Sissili                       | 6      |
| BF-SNG | Sanguié                       | 6      |
| BF-ZIR | Ziro                          | 6      |
| BF-BAZ | Bazéga                        | 7      |
| BF-NAO | Nahouri                       | 7      |
| BF-ZOU | Zoundwéogo                    | 7      |
| BF-GNA | Gnagna                        | 8      |
| BF-GOU | Gourma                        | 8      |
| BF-KMD | Komondjari                    | 8      |
| BF-KMP | Kompienga                     | 8      |
| BF-TAP | Tapoa                         | 8      |
| BF-HOU | Houet                         | 9      |
| BF-KEN | Kénédougou                    | 9      |
| BF-TUI | Tuy                           | 9      |
| BF-LOR | Loroum                        | 10     |
| BF-PAS | Passoré                       | 10     |
| BF-YAT | Yatenga                       | 10     |
| BF-ZON | Zondoma                       | 10     |
| BF-GAN | Ganzourgou                    | 11     |
| BF-KOW | Kourwéogo                     | 11     |
| BF-OUB | Oubritenga                    | 11     |
| BF-OUD | Oudalan                       | 12     |
| BF-SEN | Séno                          | 12     |
| BF-SOM | Soum                          | 12     |
| BF-YAG | Yagha                         | 12     |
| BF-BGR | Bougouriba                    | 13     |
| BF-IOB | Ioba                          | 13     |
| BF-NOU | Noumbiel                      | 13     |
| BF-PON | Poni                          | 13     |

## Cambios
Los siguientes cambios de entradas han sido anunciados en los boletines de noticias emitidos por el ISO 3166/MA desde la primera publicación del ISO 3166-2 en 1998, cesando esta actividad informativa en 2013.
| Informe      | Fecha de emisión | Descripción del cambio reportado                                   | Cambio de código o subdivisión     |
| ------------ | ---------------- | ------------------------------------------------------------------ | ---------------------------------- |
| Boletín II-2 | 2010-06-30       | Se actualizan la estructura administrativa y el origen de la lista | Subdivisiones añadidas:13 regiones |

Los siguientes cambios a la entrada figuran en el listado del catálogo en línea de la ISO:
| Fecha real del cambio | Breve descripción del cambio                                     | Cambio de código o subdivisión      |
| --------------------- | ---------------------------------------------------------------- | ----------------------------------- |
| 2014-04-15            | Corrección de la abreviatura en minúsculas en francés            |                                     |
| 2016-11-15            | Cambio ortográfico de BF-TUI; Se actualiza el origen de la lista | Cambio ortográfico:BF-TUI Tui → Tuy |